# Albin Meyssat
Albin Meyssat, né le 6 septembre 1844 à Privas et mort le 12 janvier 1892 à Limoges, est un peintre français.
Élève de Jean-Léon Gérôme, il est particulièrement connu pour son portrait de François Chénieux,.